# Paratibe (quilombo)
Paratibe é uma comunidade quilombola localizada no estado da Paraíba, no Brasil. Segundo estudos do Incra ela já tem mais de 200 anos de existência. Atualmente são realizadas atividades tentando resgatar um pouco de suas tradições que ao longo do tempo foram postas de lado. Para a valorização de sua cultura e consolidação da identidade quilombola hoje é feito um trabalho muito sólido com a capoeira, através da Escola de Capoeira Afro-nagô que desde 2007 faz-se presente na comunidade.